# Đắk Liêng
Đắk Liêng là một xã thuộc tỉnh Đắk Lắk, Việt Nam.
Xã Đắk Liêng có diện tích 31,88 km², dân số năm 1999 là 8211 người, mật độ dân số đạt 258 người/km².